# De Inktaap
De Inktaap (deutsch: Der Tintenaffe) ist ein niederländischer Jugendliteraturpreis, dessen Gewinner von Schülerinnen und Schülern der höheren Schulklassen bestimmt wird. Die Jugendlichen haben die Wahl zwischen vier Büchern, die aus dem gesamten niederländischen Sprachgebiet stammen, also aus den Niederlanden, Flandern, Surinam, Curaçao und Aruba. Diese vier Bücher werden von vier Jurys des BookSpot Literatuurprijs’, des Fintro-Literaturpreises, des Libris-Literaturpreises sowie aus dem niederländischsprachigen Teil der Karibik vorgeschlagen.
Der Inktaap hieß früher die Junge Goldene Eule (Jonge Gouden Uil).
Die Preisübergabe findet unter Teilnahme der vier Nominierten in De Doelen, Schouwburgplein in Rotterdam statt.

## Die Jury
Wollen Schülerinnen und Schüler einer weiterführenden Schule am Inktaap teilnehmen, müssen sie sich über einen Mentor (Lehrer) anmelden.
Die Jury von De Inktaap besteht aus ca. 1.400 Schülerinnen und Schülern aus dem gesamten niederländischen Sprachgebiet. Die meisten Schuljurys bestehen aus Schülerinnen und Schülern im Alter zwischen 15 und 18 Jahren. Alle Schuljurys bilden zusammen die Jury für den Inktaap. Es gibt Juryblogs, in denen die Juroren sich untereinander austauschen, inspirieren und informieren können.

## Kurze Geschichte des Preises
Der Inktaap ist Nachfolger des Jugendpreises Jonge Gouden Uil (Junge Goldene Eule). Die Junge Goldene Eule war ein Leseförderprojekt, das zwischen 1997 und 2000 stattfand. Die Nominierten bestanden aus den Nominierten des Literaturpreises Die Goldene Eule (später Die Goldene Büchereule genannt). Die Bücher der Nominierten wurden von den teilnehmenden Jugendlichen gelesen, und diese wählten einen als Gewinner aus.

## Woher kommt der Name „De Inktaap“ (Der Tintenaffe)?
Der Name dieses Buchpreisprojektes stammt aus einem Text des argentinischen Schriftstellers Jorge Luis Borges: „Dieses Tier kommt häufig in nördlichen Gebieten vor und ist vier oder fünf Daumen hoch. Seine Augen sind wie Karneolschmucksteine und sein Haar pechschwarz, seideähnlich und glatt und so weich wie ein Kissen. Es leidet unter einem fremdartigen Instinkt: einer Schwäche für chinesische Tinte. Und wenn es jemanden schreiben sieht, setzt es sich mit gekreuzten Hinterpfoten dazu und wartet, mit der einen Vorderhand auf der anderen, bis der andere mit dem Schreiben aufgehört hat. Dann trinkt es das, was von der Tinte übrig ist auf. Danach setzt es sich erneut hin, diesmal sehr ruhig.“ (Jorge Luis Borges, Das Buch der imaginären Wesen, 1976).

## Preisträger
- 2024: Anjet Daanje – Het lied van ooievaar en dromedaris
- 2023: Carmien Michels – Vaders die rouwen
- 2022: Merijn de Boer – De Saamhorigheidsgroep
- 2021: Sander Kollaard – Uit het leven van een hond
- 2020: Nina Polak – Gebrek is een groot woord
- 2019: Murat Işık – Wees onzichtbaar
- 2018: Martin Michael Driessen – Rivieren
- 2017: Connie Palmen – Jij zegt het
- 2016: Stefan Hertmans – Oorlog en terpentijn
- 2015: Ilja Leonard Pfeijffer – La Superba
- 2014: Tommy Wieringa – Dit zijn de namen
- 2013: David Pefko – Het voorseizoen
- 2012: Yves Petry – De maagd Marino
- 2011: Bernard Dewulf – Kleine dagen
- 2010: Robert Vuijsje – Alleen maar nette mensen
- 2009: A.F.Th. van der Heijden – Het schervengericht
- 2008: Dimitri Verhulst – De helaasheid der dingen
- 2007: Henk van Woerden – Ultramarijn
- 2006: Willem Jan Otten – Specht en zoon
- 2005: Arthur Japin – Een schitterend gebrek
- 2004: Tom Lanoye – Boze tongen
- 2003: Harry Mulisch – Siegfried
- 2002: Tomas Lieske – Franklin